# Kyle Cranston
Pour les articles homonymes, voir Cranston (homonymie).
Kyle Cranston (né le 3 septembre 1992 à Goulburn) est un athlète australien, spécialiste du décathlon.

## Carrière
Il remporte le titre du décathlon lors des Universiades de 2017 à Taipei.
Le 17 février 2018, il établit son record personnel en 7 786 points à 	Gold Coast.

## Palmarès
| Date | Compétition            | Lieu       | Résultat | Épreuve   | Points    |
| ---- | ---------------------- | ---------- | -------- | --------- | --------- |
| 2015 | Universiade            | Gwangju    | 8e       | Décathlon | 7 295 pts |
| 2017 | Universiade            | Taipei     | 1er      | Décathlon | 7 687 pts |
| 2018 | Jeux du Commonwealth   | Gold Coast | 5e       | Décathlon | 7 734 pts |
| 2019 | Championnats d'Océanie | Townsville | 3e       | Décathlon | 7 702 pts |